# 大熊良奈
大熊 良奈（おおくま らな、1998年12月23日 - ）は、埼玉県出身の女子サッカー選手。ポジションはフォワード。

## 来歴

### クラブ
2017年にJFAアカデミー福島から浦和レッズ・レディースに加入。浦和では4年間プレーし、リーグ戦12試合に出場した。
2021年に新しく創設されるWEリーグの大宮アルディージャVENTUSに移籍した。大宮では2シーズンプレーし、リーグ戦に22試合に出場、3得点を決めた。2023年に退団した。

### 代表
2014年2月に、U-17女子ワールドカップに臨むU-17日本代表に選出された。大会では5試合にフル出場、日本の優勝に貢献した。

## 個人成績
| 国内大会個人成績 | 国内大会個人成績 | 国内大会個人成績 | 国内大会個人成績 | 国内大会個人成績 | 国内大会個人成績 | 国内大会個人成績 | 国内大会個人成績  | 国内大会個人成績 | 国内大会個人成績 | 国内大会個人成績 | 国内大会個人成績 |
| 年度             | クラブ           | 背番号           | リーグ           | リーグ戦         | リーグ戦         | リーグ杯         | リーグ杯          | オープン杯       | オープン杯       | 期間通算         | 期間通算         |
| 年度             | クラブ           | 背番号           | リーグ           | 出場             | 得点             | 出場             | 得点              | 出場             | 得点             | 出場             | 得点             |
| 日本             | 日本             | 日本             | 日本             | リーグ戦         | リーグ戦         | リーグ杯         | リーグ杯          | 皇后杯           | 皇后杯           | 期間通算         | 期間通算         |
| ---------------- | ---------------- | ---------------- | ---------------- | ---------------- | ---------------- | ---------------- | ----------------- | ---------------- | ---------------- | ---------------- | ---------------- |
| 2021-22          | 大宮V            | 14               | WE               | 2                | 0                | -                | -                 |                  |                  |                  |                  |
| 2022-23          | 大宮V            | 14               | WE               | 20               | 3                | 5                | 0                 |                  |                  |                  |                  |
| 通算             | 日本             | 日本             | WE               | 22               | 3                | 5                | 0\|\|\|\|\|\|\|\| |                  |                  |                  |                  |
| 総通算           | 総通算           | 総通算           | 総通算           | 22               | 3                | 5                | 0\|\|\|\|\|\|\|\| |                  |                  |                  |                  |

## 代表歴
- U-17日本代表
  - 2014 FIFA U-17女子ワールドカップ; 優勝（5試合出場）